# Opuntia depressa
Opuntia depressa (nopal del monte o rastrero) es una especie de nopal perteneciente a la familia Cactaceae y endémica de Guerrero, Morelos, Oaxaca, Puebla y Tlaxcala en México. La palabra depressa proviene del latín y significa «de baja estatura».

## Descripción
Tiene crecimiento arbustivo, su tallo está compuesto de cladodios y puede llegar a tener hasta 60 cm de altura, las areolas miden de 2 a 3 mm de largo y distantes entre sí de 1,6 a 2,5 cm, los gloquidios 3 a 5 mm de largo, tiene espinas aciculares, ligeramente torcidas, amarillas ocasionalmente blancas, sin vainas. Sus flores son de colores rosados a púrpuras, con una franja media más oscura. Alcanzan una longitud de 3 a 4 cm. El fruto es de 2 a 2.5 cm de largo, globoso y de coloración de amarillo a rojo. Las semillas de 4 a 5 mm de largo y cerca de 2,5 mm de ancho. La floración ocurre entre los meses de abril y julio, mientras que la fructificación ocurre de julio a septiembre.

## Distribución
Es endémica de los estados de Guerrero, Morelos, Oaxaca, Puebla y Tlaxcala en México.

## Hábitat
Habita bosques tropicales caducifolios y matorrales xerófilos, en elevaciones de 700 a 1600 m s. n. m.

## Estado de conservación
No se conocen amenazas para las poblaciones de nopal rastrero.